# Brainpool
Koordinaten: 50° 57′ 7,9″ N, 6° 54′ 14,9″ O
Die Brainpool TV GmbH mit Sitz in Köln ist eine TV-Filmproduktionsgesellschaft für leichte Unterhaltung in Deutschland und ist über ihre verschiedenen Beteiligungen in den Bereichen TV-Produktion, Live-Konzerte und Festivals, Künstlermanagement, Produktionsdienstleistungen, Vermarktung und Rechteverwertung sowie Nachwuchsförderung tätig.

## Geschichte
Die Brainpool TV GmbH wurde am 28. November 1994 durch Jörg Grabosch, Martin Keß und Ralf Günther gegründet und produzierte ab Januar 1995 die RTL Nachtshow mit Thomas Koschwitz. Weitere Produktionen folgten, meist für die Sender Sat.1, ProSieben und RTL. Bis zum Börsengang am 23. November 1999 am Neuen Markt wurde Brainpool Gesellschafter mehrerer anderer Medienunternehmen. Im November 2001 wurde die 100-prozentige Übernahme durch die VIVA Media GmbH (zu dieser Zeit VIVA Media AG) bekannt und im Juli 2002 der Aktienhandel eingestellt. Durch die Übernahme von VIVA durch den MTV-Mutterkonzern Viacom 2004 gehörte Brainpool bis zum 31. Dezember 2006 zu Viacom.
Ab dem 1. Januar 2007 war Brainpool wieder eigenständig. Im Rahmen eines Management-Buy-outs kauften Grabosch und Günther die von ihnen gegründete Produktionsgesellschaft mit Hilfe von Privatinvestoren zurück. Neben ihnen hielten auch Stefan Raab und Andreas Scheuermann eine Beteiligung von jeweils 25 Prozent. Am 2. Juli 2009 gab das Unternehmen bekannt, dass die französische TV-Produktionsgesellschaft Banijay Entertainment mit 50 Prozent Anteil bei Brainpool einsteigt. Banijay Entertainment wurde 2008 von Stéphane Courbit, Ex-Chef der französischen Endemol-Tochter, gegründet. Grabosch, Günther, Scheuermann und Raab verringerten im Rahmen der Beteiligung ihre Anteile von jeweils 25 Prozent auf jeweils nur noch 12,5 Prozent.
Im Dezember 2011 kündigte Brainpool ein Crowdfunding-Projekt zur Finanzierung des ersten Kinofilms zur TV-Serie Stromberg an. Hierfür wollte das Unternehmen bis März 2012 eine Million Euro einsammeln und erreichte dieses Ziel bereits in einer Woche. 2011 erwirtschaftete das Unternehmen einen Umsatz von 65 Millionen Euro und einen Überschuss von knapp 13 Millionen Euro. Im selben Jahr schloss die Tochtergesellschaft Raab TV mit ProSieben/Sat1 einen Fünfjahresvertrag über 185 Millionen Euro. Im Juni 2015 kündigte Brainpool, bedingt durch Raabs angekündigten Rückzug aus der Fernsehbranche, eine Entlassung von 80 Mitarbeitern zum Jahresende 2015 an. Vom Kölner Arbeitsgericht wurden jedoch einige Kündigungen als nicht gerechtfertigt angesehen und damit als unwirksam erklärt.
Im März 2018 wurde bekannt, dass Stefan Raab seine verbliebenen 12,5 % an den französischen Fernsehproduzenten Banijay verkauft hatte. Letzterer hielt dadurch 62,5 % an Brainpool und damit die Anteilsmehrheit. Banijay wollte daraufhin die Mitgesellschafter Jörg Grabosch und Andreas Scheuermann aus der Geschäftsführung abberufen, die sich dagegen gerichtlich wehrten und den Verkauf der Raab-Anteile an Banijay untersagen lassen wollten. Im August 2018 entschied das Landgericht Köln, dass Raab zwar seine Anteile an der Kölner Produktionsfirma Brainpool nicht verkaufen darf, aber die zusammengenommene Mehrheit von Stefan Raab und Banijay ausreicht, um die beiden Geschäftsführer abzuberufen. Die beiden Geschäftsführer wurden von Banijay umgehend durch Peter Langenberg ersetzt. Anfang 2019 wurde bekannt, dass Banijay Germany CEO und Gesellschafter Marcus Wolter zum neuen Geschäftsführer berufen wurde.
Im Juni 2020 übernahm Banijay den Rest der Anteile.

## MySpass.de
Brainpool betrieb unter MySpass.de eine Video-on-Demand-Plattform, auf welcher das Unternehmen viele seiner Produktionen kostenfrei zum Ansehen zur Verfügung stellt. Inzwischen wird die Website durch die Banijay Germany GmbH betrieben. Das Angebot wird durch Videowerbung finanziert, so wie es auch auf der Videoplattform YouTube, auf der sie ebenfalls vertreten sind, üblich ist.
Neben dem Zugriff über einen Webbrowser stehen die Inhalte auch via App für iOS und Android, sowie Smart TVs von Samsung und LG zur Verfügung.
Die Plattform war erstmals 2008 in einer öffentlichen Testversion freigeschaltet worden.

## Beteiligungen und Tochtergesellschaften (Auswahl)
- Cologne Comedy Festival GmbH / Die Köln Comedy Festival GmbH wurde im September 2020 auf die Cologne Comedy Festival GmbH umfirmiert. (66,83 % am 31. Dezember 2008, 51 % seit April 2000, 100 % seit September 2020)
- Banijay Live Artist Brand GmbH / Die Brainpool Live Artist & Brand GmbH wurde im März 2021 in die Banijay Live Artist Brand GmbH umfirmiert. (100 % seit März 2021)
- Brainpool Entertainment GmbH (bis 2024 Raab TV-Produktion GmbH;[22] 100 % am 31. Dezember 2008, 50 % seit November 1998)
- Anke Engelkes Ladykracher TV-Produktion GmbH (50 % seit Mai 1999)
- Luke Mockridges Lucky Pics GmbH (50 % seit Dezember 2017)[23]
- MTS Management Töne Stallmeyer GmbH (90 % seit Dezember 2017)
- MTS Live GmbH (80 % seit Dezember 2017)
- Cape Cross Studio- und Filmlichtgesellschaft mbH (100 % seit November 2000)
- Minestrone TV Produktion GbR (50 % seit Oktober 2005)

Frühere Beteiligungen (Auswahl)
- Bastian Pastewkas Glennford Pictures TV Productions GmbH (50 % seit Juli 2000)
- Aleksandra Bechtels Hasen TV-Produktion GmbH (50 % November 2001 bis November 2008), Gesellschaft erloschen[24][25]
- Oliver Pochers Pocher TV GmbH (über Raab TV-Produktion GmbH: 50 % September 2003 bis Dezember 2005, 66,67 % Januar 2006 bis August 2009, 100 % August 2009 bis Juli 2012, Verschmelzung mit Raab TV)[26][27]
- Axel Steins Stein TV-Produktion GmbH (50 % Oktober 2003 bis November 2015, 100 % November 2015 bis Juni 2016, Verschmelzung mit Brainpool TV)[28]
- Sarah Kuttners Kuttner TV GmbH (50 % September 2005 bis Juli 2010, 100 % Juli 2010 bis März 2013, Verschmelzung mit Brainpool TV)[29][30]
- Mea Culpa Media Verwertungsgesellschaft mbH (100 %)
- Mea Culpa TV-Production (100 %)
- Brainpool Live Entertainment GmbH (80 % am 31. Dezember 2008, 74,9 % seit August 2007) (bis Februar 2008 D’nA Productions GmbH)
- Brainpool Artist & Content Services GmbH (100 %) (bis Juli 2007 e-tv Produktions- und Vermarktungsgesellschaft mbH)
- Eltons John TV-Verwertung GmbH (bis Juli 2017: Elton TV Produktions GmbH)[31] (über Raab TV-Produktion GmbH: 66,67 % seit September 2003)[32]

## Produktionen (Auswahl)

### Sendungen
- 1:30
- Absolute Mehrheit
- Alle gegen Einen
- Alt & Durchgeknallt
- Anke Late Night
- Big Performance - Wer ist der Star im Star?
- Bundesvision Song Contest
- Catch!
- Charlotte Roche trifft …
- Cindy aus Marzahn und die jungen Wilden
- Das Ding des Jahres
- Danke Anke!
- Das große ProSieben Promiboxen
- Das große Sat.1 Promiboxen
- Der Bachelor
- Der deutsche Comedy Preis
- Die 10 …
- Die Harald Schmidt Show (bis Juli 1998, ab dann Bonito)
- Die Ingo Appelt Show
- Upps! – Die Pannenshow
- Die RTL Comedy Woche
- Die Sketch Show
- Die Wochenshow
- Elton vs. Simon
- Elton!
- Elton.tv
- Elton reist
- FameMaker
- Free European Song Contest
- Freispruch!
- Fröhliche Weihnachten! – mit Wolfgang & Anneliese
- Headis Team-WM
- Herrlich ehrlich – Kennst du dein Kind
- keine ahnung?
- Knop’s Spätshow
- Kuttner. (früher:Sarah Kuttner – Die Show)
- Ladykracher
- Liebe Sünde
- Local Hero
- Luke, allein zuhaus
- Luke! Die Greatnightshow
- Luke! Die Schule und ich
- Luke! Die Woche und ich
- Mein neuer Freund
- Mensch Markus
- Millionärswahl
- Mircomania
- NightWash
- ProSieben Fight Night
- Rent a Pocher
- RTL Promiboxen
- RTL sagt Danke
- RTL Topnews
- RTL Turmspringen
- Rütter reicht’s!
- Schlag den Raab
- Schlag den Star
- Schlag den Henssler
- Schlag den Besten
- Schmitz komm raus!
- Sketch Mix
- SketchNews
- Täglich frisch geröstet
- Teddy gönnt dir!
- TV total
- Voll witzig!
- Witzig ist Witzig
- die deutsche Vorentscheidung zum Eurovision Song Contest
  - Unser Star für Oslo (2010)
  - Unser Song für Deutschland (2011)
  - Unser Star für Baku (2012)
  - Unser Song für Malmö (2013)
  - Unser Song für Dänemark (2014)
  - Unser Song für Österreich (2015)
  - Unser Lied für Stockholm (2016)
  - Unser Song 2017

### Serien
- Anke – die Comedyserie
- Axel! will’s wissen
- Der Doc – Schönheit ist machbar
- Der kleine Mann
- Dr. Psycho – Die Bösen, die Bullen, meine Frau und ich
- Hilfe! Hochzeit!
- Kinder, Kinder
- Ladyland
- LiebesLeben
- Pastewka
- Stromberg
- ÜberWeihnachten

### Filme
- Anansi – Der Traum von Europa
- Hierankl
- Vergiss Amerika
- Zwei Weihnachtsmänner
- Stromberg – Der Film
- Einmal Hallig und zurück
- Die Geschichte der Menschheit – leicht gekürzt

### Bühnenshows
- Atze Schröder – Die Live-Kronjuwelen
- Bülent Ceylan Live!
- Carolin Kebekus live! - Pussy Terror
- Carolin Kebekus PussyTerror TV
- Cindy aus Marzahn – Schizophren: Ich wollte 'ne Prinzessin sein und Nicht jeder Prinz kommt uff'm Pferd
- Dieter Nuhr live – Nuhr vom Feinsten
- Eckart von Hirschhausen live! – Glück kommt selten allein …
- Eurovision Song Contest 2011 u. 2012[33]
- Ingo Appelt live – Männer muss man schlagen
- Kaya Yanar live! – Made in Germany
- Mario Barth – Männer sind Schweine
- Olaf Schubert Live!
- Oliver Pocher – It’s my life
- Stefan Raab live!

### YouTube
- Snoozzze